# 千保一夫
千保 一夫（せんぼ かずお、1943年（昭和18年）3月9日 - ）は、日本の政治家。元大田原市議会議員（通算5期）。元大田原市長（5期）。日本を愛する栃木県民の会副会長。

## 経歴
1975年、32歳で大田原市議会議員に初当選し4期14年務める。1990年に大田原市長に立候補し当選、以降5期20年間の長きに渡り市長を務める。2010年3月14日の市長選では、約8000票差（惜敗率65.72%）の大差で津久井富雄に敗れ6選を阻まれる。同年5月8日には2010年の参院選出馬を日本創新党より要請されたが、「市政一筋でやってきたこともあるので考えられない」とし、これを断った。
2013年11月10日、2010年市長選で当選した津久井富雄を「自民党大田原支部」が支援したことを引きずり、同日に設立された自民党の政治団体「自民党大田原支部分会」の代表に就任した。2015年県議選では、支部分会は小西久美子候補を支援したが、敗北を喫する結果に終わり、設立から一年半となる2015年7月12日に解散した。
2014年の春の叙勲で旭日中綬章を受章。
2015年10月15日、同年11月15日の大田原市議選挙への出馬を表明。1995年以来の定数と同数の立候補者数となったため無投票で当選。議会では無会派となった。
2019年の任期満了に伴う市議選には出馬しなかった。